# Seiko Noda
Seiko Noda (japanska: 野田 聖子?, Noda Seiko), född 3 september 1960 i Kitakyushu, är en japansk politiker. Hon tillhör Liberaldemokratiska partiet (LDP) och har flera gånger suttit i landets regering.

## Biografi
Noda ställde 1987 upp i valet till Gifus prefekturförsamling och kom in. Vid valet 1990 ställde hon för första gången upp för val till representanthuset i Gifus gamla första valkrets, men hade då inte uppbackning från LDP och kom inte in. Vid valet 1993 var hon dock en LDP-kandidat och blev invald. Innan valet 1993 hade LDP inga kvinnliga ledamöter i underhuset och Noda kampanjade på detta faktum. Efter detta val var Noda en av två kvinnliga LDP-ledamöter, jämte Makiko Tanaka.
Vid införandet av enmansvalkretsar i samband med valet 1996 blev Noda LDP:s kandidat i Gifus nya första valkrets. Hon var den vinnande kandidaten i denna valkrets 1996, 2000 och 2003.
Den 30 juli 1998 tillträdde regeringen Obuchi där Noda blev post- och telekommunikationsminister. Hon blev då den yngsta ministern i Japans efterkrigshistoria. Hon lämnade ministerposten i oktober 1999.
Noda motsatte sig starkt LDP-regeringens privatiseringsplaner för Japan Post och miste därmed partiets stöd i valet 2005. Hon kunde dock väljas som en fristående kandidat och fick även lov att återvända till LDP år 2006. Vid Demokratiska partiets framgångsval 2009 förlorade hon sin valkrets, men kom in på utjämningsmandat. Från valet 2012 har hon åter vunnit valkretsen.
Den 3 augusti 2017 tillträdde regeringen Abe IV där Noda blev inrikesminister samt hade ansvar för jämställdhet och socialförsäkringar. Hon lämnade regeringen i oktober 2018.
Den 4 oktober 2021 blev hon minister i regeringen Kishida I med blandade ansvarsområden, såsom jämställdhet, barn, ensamhet och isolering, motverkande av minskande födelsetal och regional förnyelse. Hon behöll samma portfölj i regeringen Kishida II.
Den 2 augusti 2022 var premiärminister Kishida på utlandsresa och regeringsmötet leddes av Noda, ett av få tillfällen då regeringsmötet letts av en kvinna.
Noda lämnade regeringen i samband med ombildningen senare i augusti 2022.

## Familj
Noda är barnbarn till Uichi Noda som var viceminister i Japans finansministerium. 2001–2006 var hon gift med Yōsuke Tsuruho som är LDP-ledamot i överhuset.